# Mandaree
Mandaree (en hidatsa : Adixoodagoorahareesh) est une census-designated place située au sein de la réserve indienne de Fort Berthold dans le comté de McKenzie, dans l’État du Dakota du Nord, aux États-Unis. Sa population s’élevait à 596 habitants lors du recensement de 2010.

## Démographie
| Groupe            | Mandaree | Dakota du Nord | États-Unis |
| ----------------- | -------- | -------------- | ---------- |
| Blancs            | 90,0     | 90,0           | 72,4       |
| Amérindiens       | 5,4      | 5,4            | 0,9        |
| Métis             | 1,8      | 1,8            | 2,9        |
| Afro-Américains   | 1,2      | 1,2            | 12,6       |
| Asiatiques        | 1,0      | 1,0            | 4,8        |
| Autres            | 0,6      | 0,5            | 6,2        |
| Total             | 100      | 100            | 100        |
|                   |          |                |            |
| Latino-Américains | 2,0      | 2,0            | 16,7       |

| 1990 | 2000 | 2010 | - | - | - |
| ---- | ---- | ---- | - | - | - |
| 367  | 558  | 596  | - | - | - |

Selon l'American Community Survey, pour la période 2011-2015, 87,52 % de la population âgée de plus de 5 ans déclare parler l'anglais à la maison, 10,92 % déclare parler l'hidatsa, 1,42 % l'espagnol et 0,14 % le français.

## Source
- (en) Cet article est partiellement ou en totalité issu de l’article de Wikipédia en anglais intitulé « Mandaree, North Dakota » (voir la liste des auteurs).